# 小行星9635
小行星9635（英語：9635）是一颗围绕太阳公转的小行星。1993年12月9日，浦田武在清水町发现了此天体。
这颗小行星的绝对星等为28.89918等。